# Münster-Rumphorst

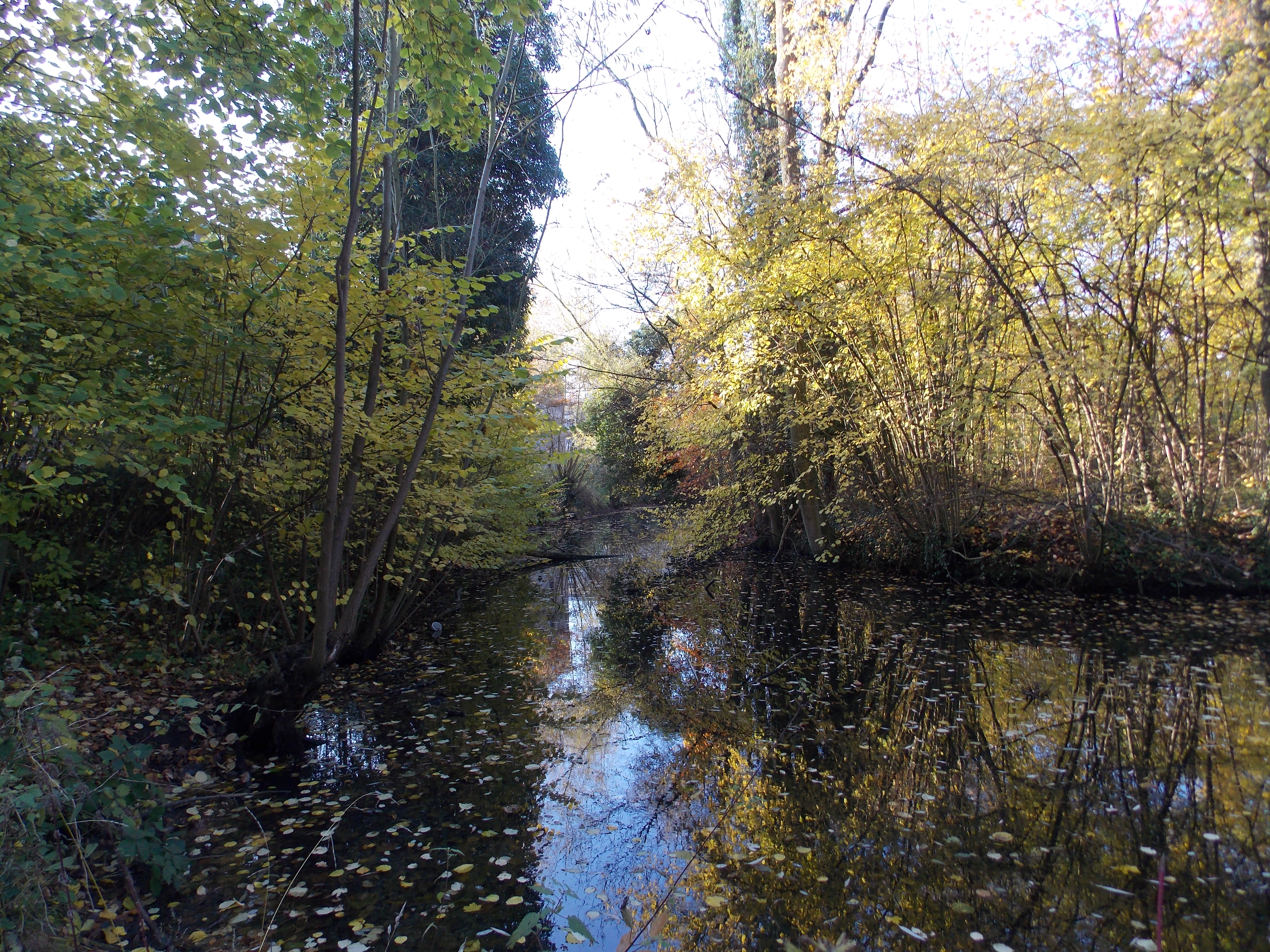
Gräfte von Haus Rumphorst

Rumphorst ist ein Stadtviertel im Kernbereich der Stadt Münster in Westfalen. Es gehört zum Stadtbezirk Mitte. Seine Lage befindet sich im äußeren Nordosten des Innenstadtbereichs, hauptsächlich zu beiden Seiten der Straße Hoher Heckenweg zwischen dem Niedersachsenring und Coerde. Das Stadtviertel hat 8063 Einwohner (2018).
Der Name des Viertels geht auf das „Haus Rumphorst“ zurück. Dieses hieß im Mittelalter Hornekotten. Nach 1814 übernahm Heinrich Rumphorst, der als Soldat in der französischen Armee gedient und an Napoleons Russlandfeldzug teilgenommen hatte, als Pächter den Hof und gab ihm seinen Namen.
Es handelt sich im Wesentlichen um den Kernbereich der ehemaligen Bauerschaft Kemper in der Gemeinde Sankt Mauritz. Deren südlich des Hauses Rumphorst, der Hacklenburg und der heutigen Telemannstraße gelegener Teil wurde 1903 nach Münster eingemeindet. Der nördliche Teil folgte 1956 mit der Eingemeindung von Coerde.
In Rumphorst ist eine Reihe von Straßen nach Komponisten und Musikern benannt (u. a. Grieg, Joseph Haydn, Gustav Mahler, Sibelius, Vivaldi).

## Statistik
Strukturdaten der Bevölkerung in Rumphorst am 31. Dezember 2020:
- Bevölkerungsanteil der unter 20-Jährigen: 19,5 % (Münsteraner Durchschnitt: 17,4 %)[3]
- Bevölkerungsanteil der mindestens 60-Jährigen: 23,9 % (Münsteraner Durchschnitt 23,5 %)[4]
- Ausländeranteil: 7,5 % (Münsteraner Durchschnitt: 10,9 %)[5]